# 61式25毫米高射炮
61式25毫米高射炮是一款由中國所生產和使用的高射炮，亦是1940式72-K型25毫米高射炮的仿製型，發射25×218毫米SR口徑機炮彈藥。
它是由單人藉由光学瞄准镜，以手動操作。1961年開始其研發工作，然後1966年開始其批量生產。目前既生產其陸基型號亦生產其海軍型號。 

## 使用國
搭載61式的艦艇級別（註：括號內的名字為北約代號）：
 中华人民共和国
- 53甲型炮艇（黃埔級）
- 010型扫雷艇
- 021型导弹艇（黃蜂級）裝備AK-230艦炮
- 024型导弹艇（河谷級）
- 037型反潜护卫艇（海南級）
- 051型导弹驱逐舰（旅大級）
- 62型护卫艇（上海級）
- 648型潛艇救難修理艦（大島級）
- 067型登陆艇（雲南級）
- 072型大型登陆舰（玉康級）
- 074型通用登陸艇（玉海級）
- 073型中型登陆舰
- 079型中型登陆舰（玉連級）

## 資料來源
1. ↑  . www.navweaps.com.   [2019-04-10]. （原始内容存档于2019-04-15）.
2. ↑  . www.quarryhs.co.uk.   [2019-04-10]. （原始内容存档于2019-04-07）.

## 外部連結
- （英文）—TYPE 61 (DUAL-25MM) SHIPBOARD ANTI-AIRCRAFT ARTILLERY